# Palmetto (Floryda)
Palmetto – miasto w Stanach Zjednoczonych, w stanie Floryda, w hrabstwie Manatee.